# 어느 잊을 수 없는 여름
어느 잊을 수 없는 여름(Un Ete Inoubliable, An Unforgettable Summer)은 루마니아에서 제작된 뤼시앙 핀틸리 감독의 1994년 드라마 영화이다. 크리스틴 스콧 토마스 등이 주연으로 출연하였다.

## 출연

### 주연
- 크리스틴 스콧 토마스
- 클라우디우 블레옹

### 조연
- 플로린 칼리네스쿠
- 조지 콘스탄틴
- 마르첼 유레스
- 올가 투도라체
- 라즈반 바실레스쿠

## 제작진
- 의상: 애디너 부쿠르